# Dschugdschur
Der Dschugdschur (russisch Джугджур; auch Dschugdschur-Gebirge, Dshugdshur, Dzhugdzhur) ist ein Gebirge im Fernen Osten Russlands (Asien) entlang der Nordwestküste des Ochotskischen Meeres.

## Geographie
Der Dschugdschur erstreckt sich in einem leicht geschwungenen Bogen über 700 km entlang der Nordwestküste des Ochotskischen Meeres etwa in südwest-nordöstlicher Richtung. Es überwiegt mittelgebirgsartiges Relief bei Höhen zwischen 800 und 1200 m. Das Relief von Teilen des Hauptkammes in seinen höchsten Abschnitten ist jedoch als Folge früherer Vergletscherung alpin. Die höchste Erhebung ist der Topko (Топко) mit einer Höhe von 1906 m über dem Meeresspiegel im mittleren Teil des Gebirges, etwa 85 km nordwestlich des Dorfes Ajan und etwas westlich des Hauptkammes (bzw. nach Angaben in einer neueren Karte ein namenloser Gipfel 8 km südwestlich des Topko mit 1925 m, während der Topko selbst laut dieser Karte nur 1889 m erreicht).
Im Norden grenzt der Dschugdschur an die südöstlichen Ausläufer des Werchojansker Gebirges. Im Süden geht er über das Tal der Uda in das Dschagdygebirge über und im Südwesten grenzt das Stanowoigebirge an.
In einigen Abschnitten des Gebirges verlaufen parallel zum Hauptkamm weitere durch Längstäler abgetrennte niedrigere Kämme. Der bedeutendste ist die Küstenkette (Прибрежная цепь, Pribreschnaja zep), die zwischen Hauptkamm und Küste des Ochotskischen Meeres südwestlich von Ajan verläuft und eine Höhe von 1416 m (Unytschja, Унычья) erreicht.
Der Hauptkamm des Dschugdschur stellt einen Teil der kontinentalen Wasserscheide zwischen dem zum Becken des Arktischen Ozeans gehörenden Flusssystem der Lena und dem Becken des Ochotskischen Meeres dar. Während das Gebirge an der Nordwestflanke verhältnismäßig flach ansteigt, ist die zum Meer gerichtete Südostseite steil und stark gegliedert. Der größte in Richtung Nordwesten (zu Aldan bzw. Lena) abfließende Fluss ist die Maja mit ihren Nebenflüssen Maimakan (Маймакан), Batomga (Батомга), Nördlichem Ui (Северный Уй, Sewerny Ui), Tschelassin (Челасин), Njot (Нёт), Nudymi (Нудыми) und Jadra (Ядра). Die größten zum Ochotskischen Meer abfließenden Flüsse sind die zumeist kurzen, aber wasserreichen Flüsse Aldoma (Алдома), Ulkan (Улкан), Etandscha (Этанджа), Untschi (Унчи) und Ulja (Улья) (jeweils nach Reihenfolge der Mündung von Süden nach Norden, wobei die Etandscha 9 km vor dem Ochotskischen Meer in den Tuktschi (Тукчи) mündet).
Administrativ liegt das Territorium des Gebirges vollständig innerhalb des nordwestlichen Teils der Region Chabarowsk.

## Geologie
Der Dschugdschur ist ein tektonisch junges Gebirge. Sein südwestlicher Teil wird von emporgehobenen spätpräkambrischen Graniten und Gneisen gebildet, der nordöstliche Teil von im Mesozoikum gefalteten Schiefern und Kalkstein, welche von mächtigen Lava- und Tuffschichten aus dem Paläogen bedeckt werden.

## Klima
Klimatisch lässt sich das Gebirge in zwei Zonen einteilen. Nordwestlich des Hauptkammes ist das Klima streng kontinental mit Wintertemperaturen von −40 bis −45 °C und kurzen heißen Sommern sowie ganzjährig geringen Niederschlägen. In der Küstenzone südöstlich des Hauptkammes herrscht feuchtkaltes Monsunklima mit kalten Wintern (−16 bis −20 °C) und kühlen, niederschlagsreichen Sommern. Die Anzahl der Sonnenstunden ist hier gering, Stürme treten dagegen häufig auf.

## Vegetation
Auf der Küstenseite überwiegt in den ufernahen Bereichen die Zwerg-Kiefer (Pinus pumila). Weiter folgt bis etwa 1300 m Bergtaiga mit dominierender Ajan-Fichte (Picea ajanensis), auf der nordwestlichen Seite Dahurischer Lärche (Larix dahurica). Der Kammbereich wird von Zwerg-Kiefer-Krummholz sowie Bergtundra beherrscht.

## Naturschutz
Im Bereich des Dschugdschur liegt das 1990 unter Schutz gestellte Dschugdschur-Naturschutzgebiet (Джугджурский заповедник) mit einer Fläche von 859.956 ha, welches u. a. der Erhaltung bislang ungestörter Bergtaigalandschaften und ihrer Flora und Fauna dienen soll. 

## Bevölkerung
Das Gebiet des Dschugdschur ist äußerst dünn besiedelt. So hat der Ajan-Maja-Rajon (Аяно-Майский район, benannt nach dem Ort Ajan und dem Fluss Maja), in dem der größte, zentrale Teil des Gebirges liegt, auf einer Fläche von 167.000 km² (knapp der Hälfte der Fläche Deutschlands) nur gut 3000 Einwohner, entsprechend 0,02 Einwohner/km². Es gibt hier nur vier an der Küste und in den Flusstälern westlich des Gebirges gelegene Dörfer (das Rajonzentrum Ajan sowie Aim, Dschigda und Nelkan), während es im eigentlichen Gebirge überhaupt keine Siedlungen gibt. Über 40 % der Bevölkerung sind Angehörige der indigenen Völker des russischen Nordens, insbesondere der Ewenken, was einen für den Norden Russlands hohen Wert darstellt.